# Ingo Potrykus

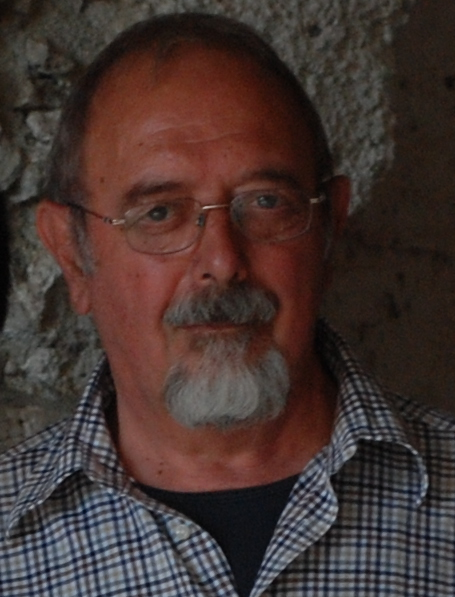
Ingo Potrykus (2009)

Ingo Potrykus (* 5. Dezember 1933 in Hirschberg im Riesengebirge, Provinz Niederschlesien) ist ein deutscher Biologe. Er ist Professor emeritus am Institut für Pflanzenwissenschaften der ETH Zürich. Zusammen mit Peter Beyer hat er den Goldenen Reis entwickelt.

## Leben
Potrykus studierte Zoologie, Botanik, Genetik, Biochemie, Philosophie und Sportunterricht an der Universität zu Köln und der Universität Erlangen. 1968 promovierte er am Max-Planck-Institut für Pflanzenzüchtungsforschung. Habilitiert wurde er 1982 an der Universität Basel.
Von 1970 bis 1974 war Potrykus Assistant Professor an der Universität Hohenheim. Danach war er Gruppenleiter am Max-Planck-Institut für Zellbiologie (1974–1976) und am Friedrich-Miescher-Institut (1976–1986). Ab 1986 war er Professor an der ETH; 1999 ging er in den Ruhestand. Seit 1989 ist er ordentliches Mitglied der Academia Europaea.

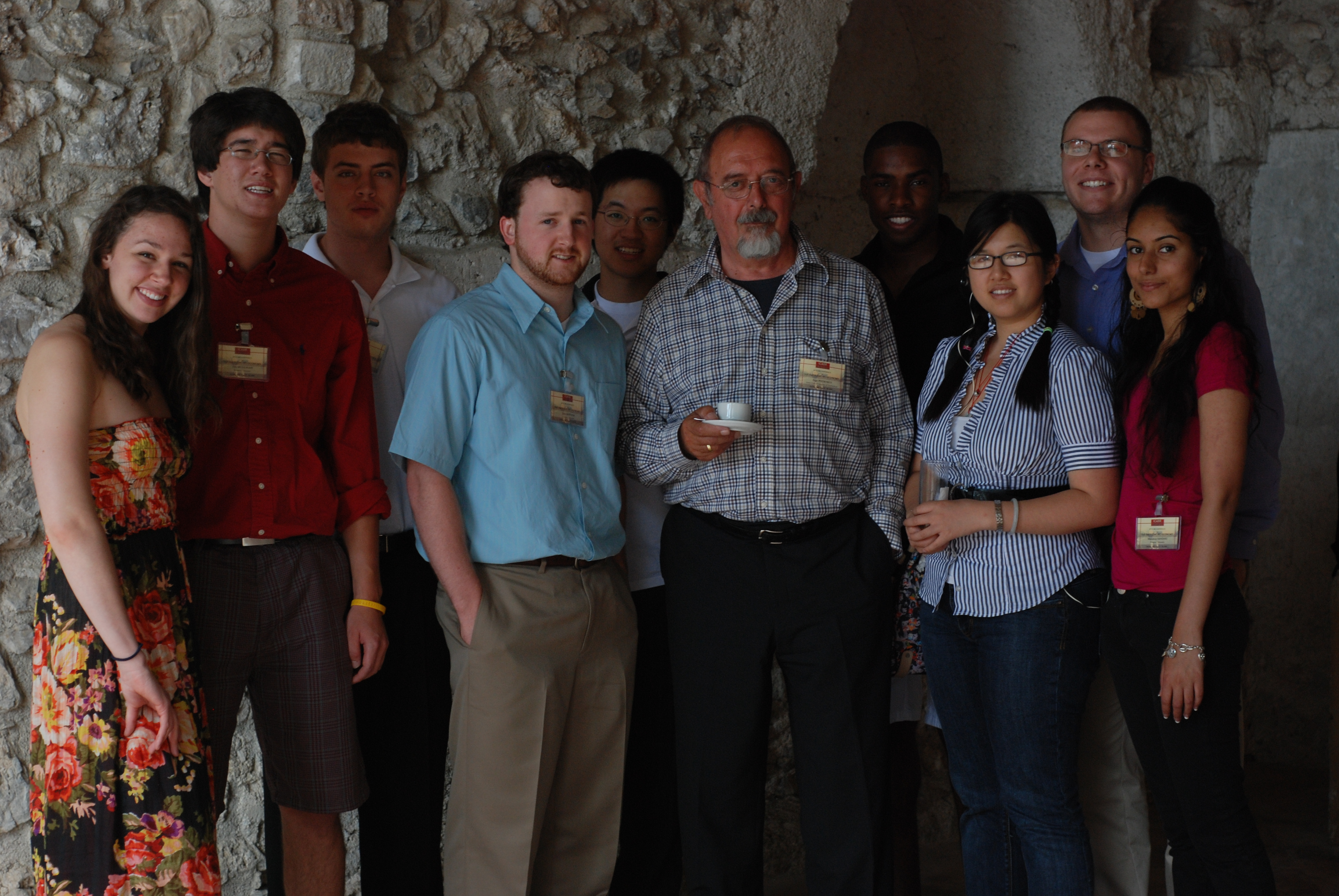
Ingo Potrykus mit seiner Arbeitsgruppe

Seine wissenschaftliche Tätigkeit zielte auf die Ernährungssicherung in Entwicklungsländern. Der Schwerpunkt lag auf Anwendungen der Grünen Gentechnik bei Reis (Goldener Reis), Weizen, Sorghumhirse und Kassava. Er hat etwa 340 wissenschaftliche Publikationen veröffentlicht und 30 internationale Patente erhalten.
Er ist verheiratet, Vater von drei Kindern und lebt in Magden.

## Auszeichnungen
2006 wurde Potrykus in der Zeitschrift Nature als der einflussreichste Wissenschaftler des Jahrzehnts 1995–2005 im Bereich der Agrar-Industrie- und Umwelt-Biotechnologie bezeichnet.

## Werke (Auswahl)
- Ingo Potrykus (Hrsg.): Gene transfer to plants. Springer, 1995, ISBN 3-540-58406-4.